# Анновка (Кропивницкий район)
Анновка (укр. Ганнівка) — село в Гуровской сельской общине Кропивницкого района Кировоградской области Украины.
До 2020 года входило в Долинский район
Население по переписи 2001 года составляло 592 человека. Почтовый индекс — 28514. Телефонный код — 5234. Занимает площадь 4,01 км². Код КОАТУУ — 3521984403.